# Руссо, Жан (1738-1813)
Жан Руссо (фр. Jean Rousseau; 12 марта 1738, Витри-ле-Реймс — 7 сентября 1813, Шатийон (О-де-Сен)) — французский политический деятель,  граф Империи (1808).

## Биография
Окончил иезуитский Колледж Реймса, в 1756 году переехал в Париж. С 1758 по 1760 год занимал должность профессора философии в Монморанси, с 1760 по 1764 год – префект Колледжа Жюлли, затем исполнял обязанности частного репетитора детей герцога д’Эгийона (1720-1788). 
В 1789 году был избран депутатом Генеральных штатов от Реймса, в следующем году стал членом Национального собрания.
Участвовал в борьбе с тиранией и террором. В сентябре 1793 года был арестован, провёл в заключении одиннадцать месяцев и получил свободу только после падения Робеспьера.
В конце февраля 1795 года был восстановлен в звании депутата национального Конвента, в октябре того же года – член Совета Старейшин, занимался финансами и занимал пост комиссара по наблюдению национальных счетов. 21 ноября 1796 года назначен секретарём Совета. 
Приветствовал переворот 18 брюмера и установление Консулата, был назначен одним из 11 членов Временного совета, представляющего новую Конституцию. 
Похоронен в Парижском Пантеоне.